# 莫朗塞
莫朗塞（法語：Morancé，法語發音：[mɔʁɑ̃se]）是法国罗讷省的一个市镇，属于索恩河畔自由城区。

## 地理
莫朗塞（45°53'53"N, 4°42'2"E）面积9.25 平方千米，位于法国奥弗涅-罗讷-阿尔卑斯大区罗讷省，该省份为法国中东部省份，北起顺时针与索恩-卢瓦尔省、安省、里昂大都会、伊泽尔省和卢瓦尔省接壤。
与莫朗塞接壤的市镇（或旧市镇、城区）包括：吕斯奈、圣让德维涅、沙尔奈、阿泽尔格河畔沙宰、莱谢尔、马尔西。

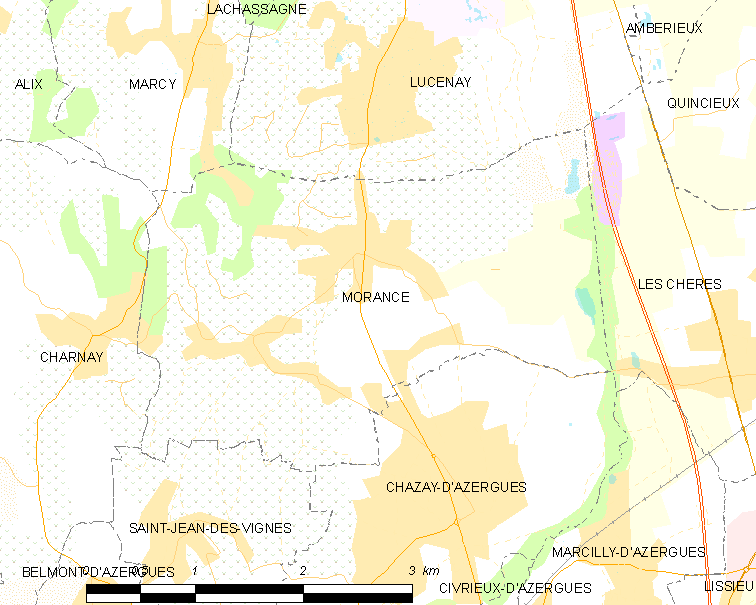
莫朗塞的OSM定位图

莫朗塞的时区为UTC+01:00、UTC+02:00（夏令时）。

## 行政
莫朗塞的邮政编码为69480，INSEE市镇编码为69140。

## 政治
莫朗塞所属的省级选区为昂斯县。

## 人口

1962-2008年间莫朗塞人口变化图示

莫朗塞于2022年1月1日时的人口数量为2267人。